# Dr Dolittle 2
Dr Dolittle 2 – amerykański film familijny w reżyserii Steve’a Carra z roku 2001. Kontynuacja filmu Dr Dolittle, również luźno związana z książką Hugh Loftinga pt. "Doktor Dolittle i jego zwierzęta".

## Fabuła
Dr Dolittle to lekarz weterynarii słynny dzięki jego umiejętności rozmowy ze zwierzętami. Pewnego dnia zwierzęta proszą o uratowanie przed wycięciem lasu. Mężczyzna podejmuje się tego zadania. Wnioskuje w sądzie o wstrzymanie wycinania lasu, z powodu obecności na jego terenie jednego przedstawiciela gatunku zagrożonego. Zobowiązuje się skrzyżować samicę z pochodzącym z miasta niedźwiedziem cyrkowym. Po wielu nieudanych próbach przekonania niedźwiedzicy Ave do Archiego, zwierzęta w końcu nawiązują przyjaźń. Niestety samica twierdzi że potrzebuje bardziej silnego i odważnego partnera. Archie chcąc ukazać jej swą siłę zrywa dla niej z bardzo niebezpiecznego miejsca pszczeli ul. Gdy w końcu niedźwiedzica przekonuje się do samca, ten zostaje postrzelony środkiem paraliżującym i przeniesiony do miasta. Sąd uznaje, że niedźwiedź jest zbyt niebezpieczny, by żyć na wolności i zamyka go w niewoli. Wtedy zwierzęta całego świata, zmobilizowane przez Dr Dolittla zaczynają protestować. Joe Potter, chcący ściąć las zmuszony jest do podpisania ugody ze zwierzętami, dzięki której zwierzęta zachowają większość lasu. Ava po czasie godów rodzi Archiemu dwójkę niedźwiadków.

## Obsada
- Eddie Murphy jako dr John Dolittle
- Kristen Wilson jako Lisa Dolittle
- Raven-Symoné jako Charisse Dolittle
- Kyla Pratt	jako Maya Dolittle
- Lil' Zane jako Eric
- Denise Dowse jako sekretarka
- James Avery jako Eldon
- Elayn Taylor jako żona Eldona
- Andy Richter jako Eugene Wilson
- Kevin Pollak jako aligator (głos)
- Victor Raider-Wexler jako Judge B. Duff
- Jeffrey Jones jako Joe Potter
- Mark Griffin jako Logger/narrator
- Ken Hudson Campbell jako pies (głos)
- Anne Stedman jako kobieta
- Tommy Bush jako farmer
- producent wykonawczy – Neil A. Machlis

## Polska wersja
Opracowanie i udźwiękowienie wersji polskiej: Studio Sonica

Reżyseria: Jacek Rozenek

Tłumaczenie: Dariusz Dunowski

Głosów użyczyli
- Piotr Adamczyk – Dr. John Dolittle
- Jarosław Boberek
  - Lucky,
  - Szczur #1,
  - Łasica,
  - Kierowca ciężarówki
- Jacek Kawalec – Niedźwiedź Archie
- Jacek Braciak
  - Pepito,
  - Szczur #2,
  - Hodowca krów
- Elżbieta Kopocińska-Bednarek
  - Ewa,
  - Sekretarka Dolittle’a,
  - Żółwica

- Jacek Bończyk – Szop / Dziennikarz

- Jacek Czyż
  - Sędzia B. Duff,
  - Bóbr,
  - Gubernator,
  - Ojciec Marcusa,
  - Niedźwiedź z zoo #2
- Krzysztof Kołbasiuk
  - Joe Potter,
  - Żółw,
  - Opos,
  - Niedźwiedź z zoo #1
- Aleksandra Rojewska – Charisse Dolittle
- Łukasz Lewandowski – Eric / Właściciel psa
- Jacek Rozenek -
  - Pies Bandyta,
  - Sonny,
  - Steve, łowca krokodyli,
  - Biały wilk,
  - Eugene,
  - Spiker wyścigów konnych,
  - Narrator programu o niedźwiedźiach,
  - Spiker wiadomości,
  - Czarnoskóry reporter,
  - Oficer kontroli zwierząt
- Brygida Turowska -
  - Prezenterka wiadomości,
  - Gołębica
  - Żyrafa
  - Zwierzęta
- Arkadiusz Jakubik – Riley
- Miriam Aleksandrowicz
- Jolanta Wilk